# The French Democracy

The French Democracy est un court métrage français machinima réalisé par Alex Chan à l'aide du jeu vidéo The Movies.
Il met en scène, en France, trois Marocains se révoltant contre des actes de discrimination. Il s'inspire des événements déclencheurs des émeutes de 2005 dans les banlieues françaises. Son auteur, Alex Chan, est un designer français de parents originaires de Hong Kong et était alors âgé de 27 ans.
D'une durée de 13 minutes, ce court métrage a été mis en ligne le 22 novembre 2005 sur The Movies Online et a été largement couvert part la presse américaine et française,.

## Fiche technique
- Réalisation : Alex Chan
- Durée : 13 minutes